# بيت شعار
بيت الشعار هي إحدى البلدات اللبنانية من بلدات قضاء المتن في محافظة جبل لبنان.